# Nexuiz

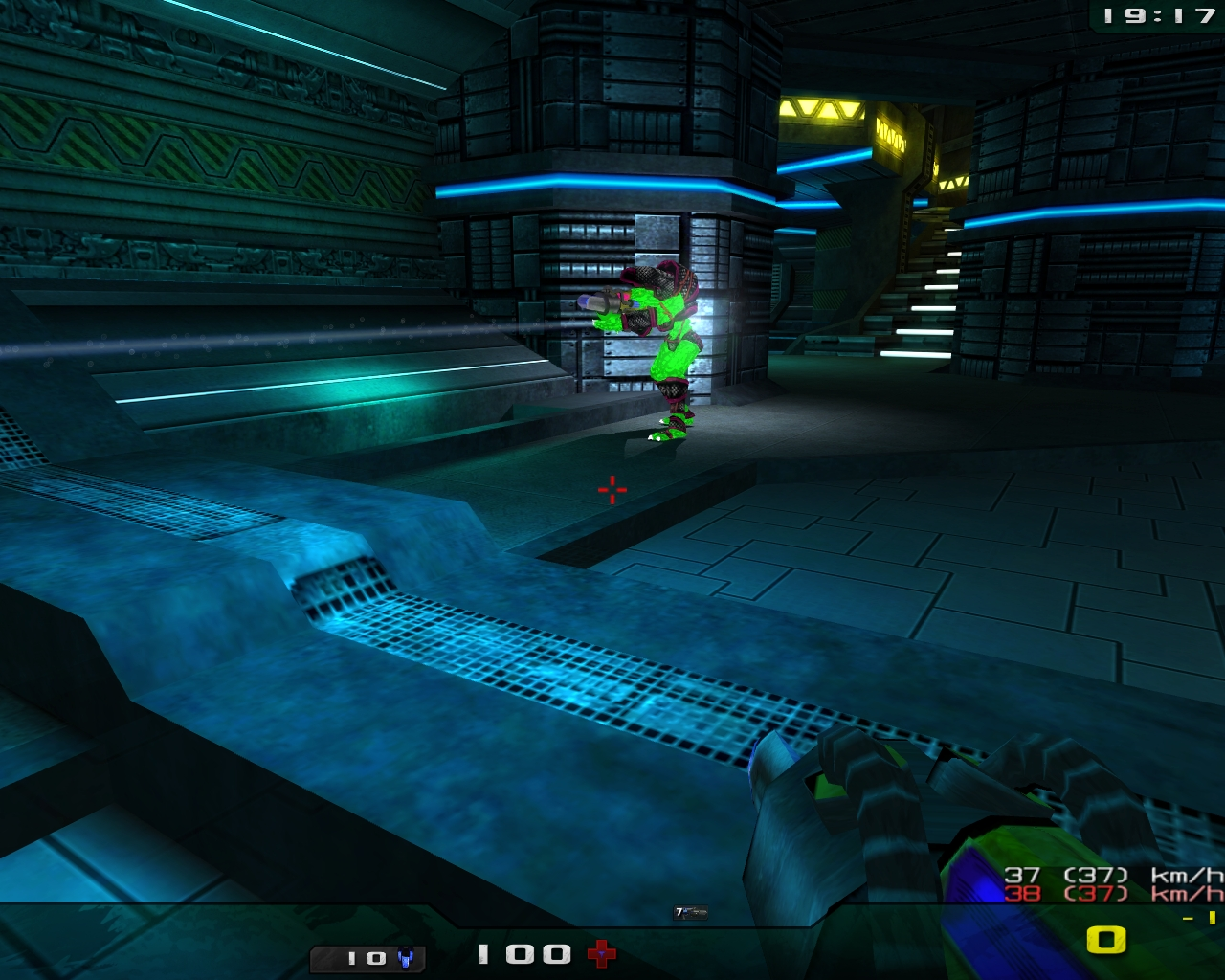
Screenshot der freien Fassung

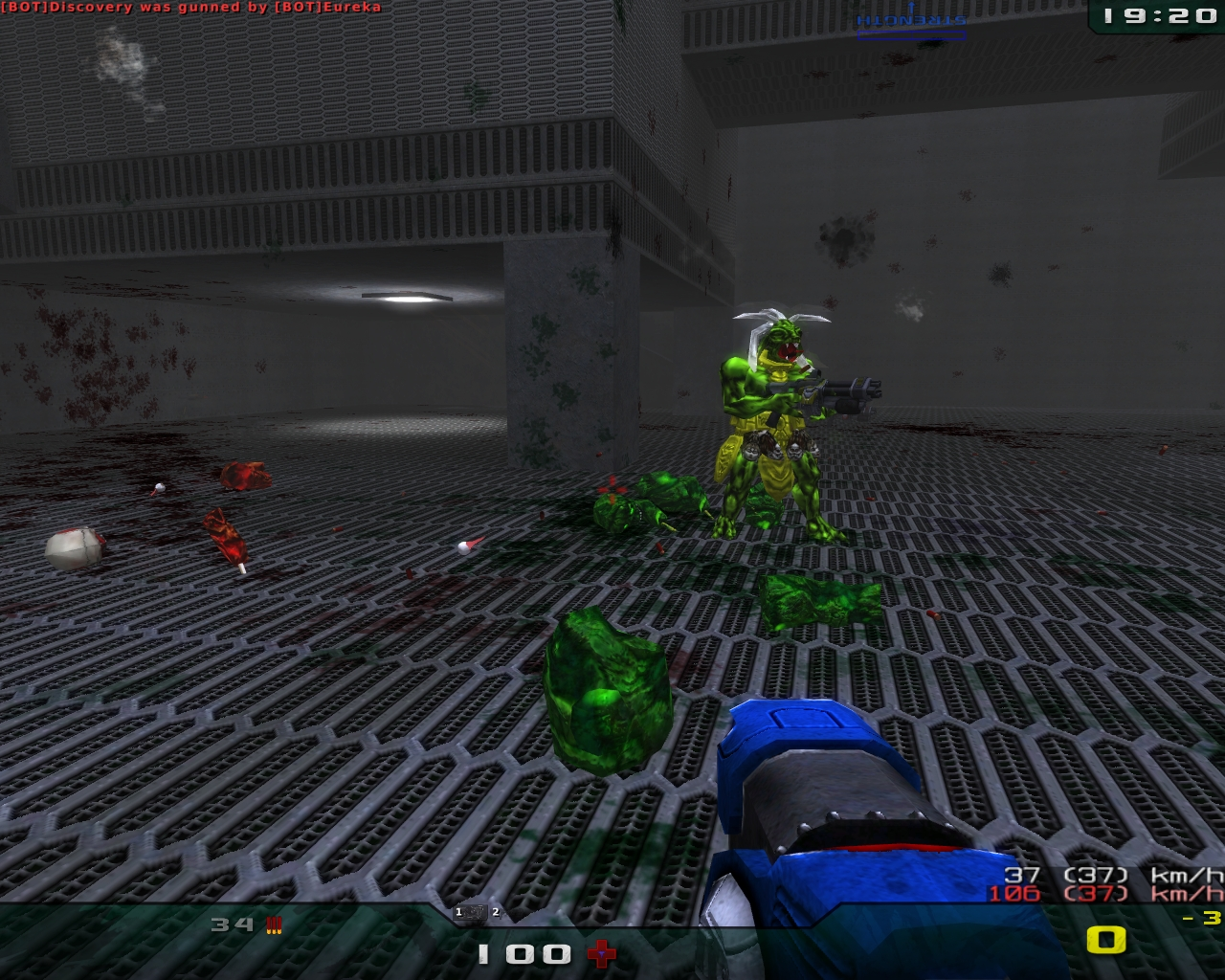
Screenshot der freien Fassung mit maximaler Qualität

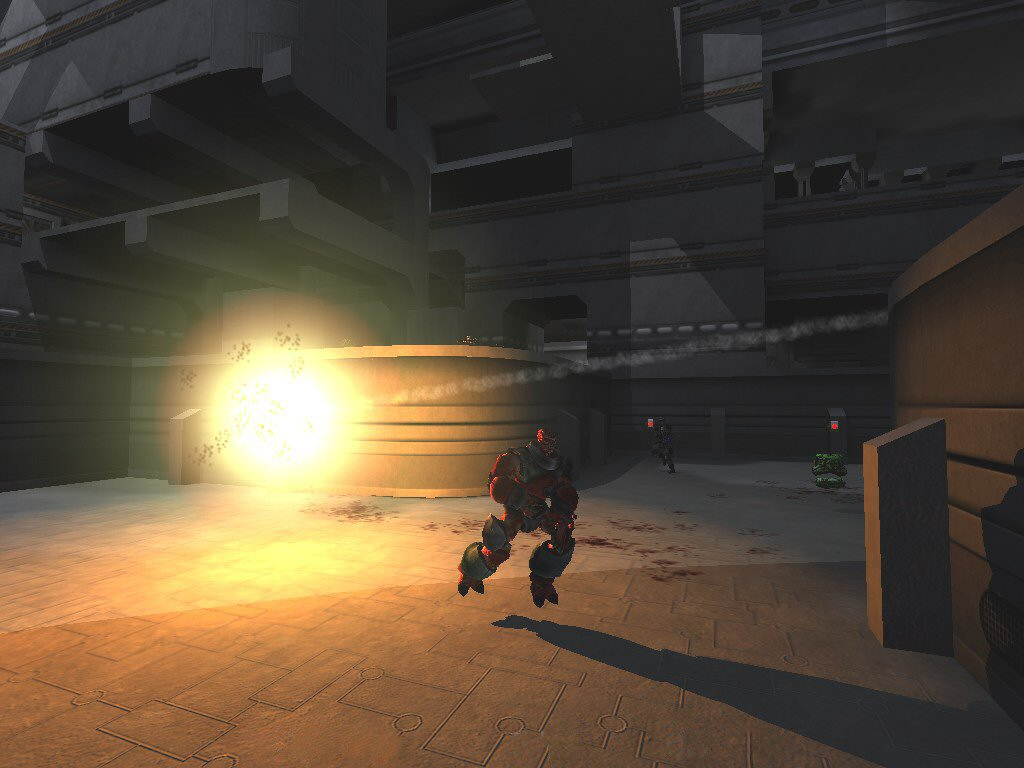
Weiterer Screenshot

Nexuiz ist ein Ego-Shooter, der im Jahre 2005 von der Entwicklergruppe Alientrap als freie Software für die Betriebssysteme Linux, Mac OS und Windows veröffentlicht- und fortan auch von unabhängigen Helfern weiterentwickelt wurde. Seit Anfang des Jahres 2010 wird das Spiel, in Einvernehmen mit Alientrap, auch als kommerzielle Fassung für Spielkonsolen vermarktet. Dieses Vorgehen zog heftige Kritik nach sich.
Die Standard-Level des Spiels verfügen meist über eine futuristische Atmosphäre, die durch das größtenteils bizarre Aussehen der Spielfiguren unterstrichen wird. Untermalt wird Nexuiz durch Drum-and-Bass-Hintergrundmusik.
Das Hauptgewicht des Spiels liegt auf Deathmatch. Hierzu werden unter anderen Karten angeboten, die den populären Spielen Quake und Quake III Arena nachempfunden sind. Derzeit verfügt das Spiel über 9 Waffen, 27 Karten und 15 Spielfiguren (Charaktere) mit einer variierenden Anzahl zugehöriger Skins.

## Entwicklungsgeschichte
Das Spiel wurde von Alientrap knapp drei Jahre lang entwickelt, bis schließlich am 29. Juni 2005 mit Version 1.0 die erste, binäre Veröffentlichung erschien. Erst mit Version 1.2.1 wurden alle geplanten Funktionen des Spiels implementiert. Von Version 2.0 bis 2.2.3 wurde Nexuiz auch grafisch aufgewertet; Nach der Veröffentlichung dieser Version verzeichneten die Entwickler einen größeren Zulauf an Spielern. In der nachfolgenden Version 2.3 erfuhr das Spiel eine größere Überarbeitung anlässlich des zweijährigen Jubiläums; So wurden Engine, Bot-Intelligenz und Mehrspielerfunktion aufgewertet, als auch zwei neue Spielmodi, drei neue Karten und eine Anti-Wallhack-Maßnahme zugefügt. In der Version 2.4 wurde die Beanspruchung der Betriebsmittel gesenkt, das Hauptmenü modernisiert und erneut zwei neue Karten zugefügt.

### Kontroverse
Am 3. März 2010 wurde bekannt, dass der Gründer des Projekts, Lee Vermeulen, dem US-amerikanischen Entwicklerstudio Illfonic eine Lizenz für Nexuiz übergeben hatte. Illfonic hat daraufhin eine überarbeitete, kommerzielle Fassung des Spiels auf Basis der CryEngine 3 für die Spielkonsolen PlayStation 3 und Xbox 360 entwickelt, und dabei dem Projekt keinerlei Quelltext bezüglich der Optimierungen zurückgegeben, dies gar ausgeschlossen. Ferner hatte Vermeulen die offizielle Website von Nexuiz praktisch durch Werbung für die Konsolenfassung ersetzt. Dieses Vorgehen zog den Unmut einiger anderer Beteiligter auf sich, die sich um ihre jahrelange Arbeit betrogen fühlten. Als Konsequenz kehrten sie Nexuiz den Rücken und begannen mit der Entwicklung der Abspaltung Xonotic.
Seit dem 1. Mai 2015 existiert auch eine Standalone-Modifikation für das Originalspiel names Rexuiz, welches das ursprüngliche Projekt weiter verbessert.

## Technik
Nexuiz ist bis dato für die Rechnerarchitekturen x86, AMD64, Intel 64 und PowerPC veröffentlicht worden. Nativ unterstützte Betriebssysteme sind Windows sowie generell unixoide Systeme, beispielsweise Linux und Mac OS. Ferner bieten die Entwickler Programmpakete an, um einen eigenen Dedizierten Server für Mehrspielerpartien betreiben zu können.
Das Spiel verfügt über moderne echtzeit-gerenderte Licht- und Schatteneffekte (Bloom, Koronas, Shader, Spiegeleffekte usw.), mittels detailreicher Einstellungsmöglichkeiten lässt sich die Beanspruchung der Betriebsmittel jedoch auch senken. Nexuiz unterstützt die QuakeC-Programmierung. So können mit relativ wenig Aufwand neue Spielmodi (siehe Abschnitt Spielmodi) als auch Total Conversions erstellt werden. Zusätzlich können so auch die meisten Quake-Modifikationen in Nexuiz verwendet werden.

## Spielmodi
Nexuiz kann sowohl im Mehrspieler- als auch im Einzelspieler-Modus gespielt werden. Über einen statischen Hauptserver werden laufende Mehrspielerpartien gelistet.
Nexuiz verfügt (nativ) über folgende Spieltypen:
- Deathmatch
- Team Deathmatch
- Capture the Flag
- Domination
- Last Man Standing
- Instagib
- Runematch (Punkte für das Einsammeln von Symbolen)
- Keyhunt (Punktgewinn, wenn ein Team alle Schlüssel auf einer Karte hält)
- Onslaught (Punktgewinn beim Einnehmen von Kontrollpunkten und anschließendem Zerstören des Generators)
- Race (Rennen, wobei man möglichst schnell von A nach B kommen muss)

## Rezeption
- Chip Online vergab 5 von 5 Punkten.[5]